# Saint-Jeannet (Alpes-Maritimes)
Pour les articles homonymes, voir Saint-Jeannet.
Saint-Jeannet est une commune française située dans le département des Alpes-Maritimes, en région Provence-Alpes-Côte d'Azur.
Ses habitants sont appelés les Saint-Jeannois.

## Géographie

### Localisation
Le village est situé à une vingtaine de kilomètres de Nice, entre Gattières, la Gaude et Vence.

### Géologie et relief

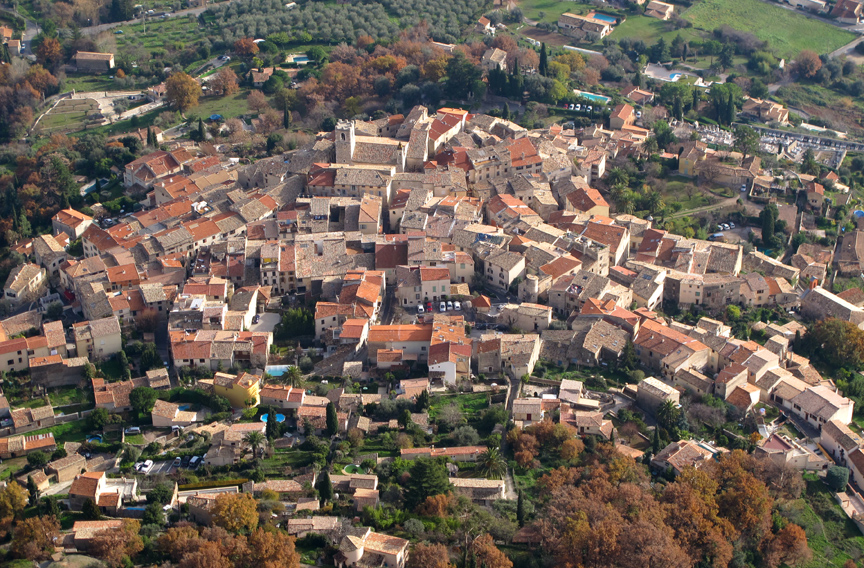
Saint-Jeannet, vue du sommet du Baou de Saint-Jeannet.

Village perché au pied du Baou de Saint-Jeannet (800 m), (« rocher » en provençal), une falaise qui attire de nombreux randonneurs et grimpeurs, et domine la vallée de la Cagne où se dressent les ruines d’une ancienne bergerie fortifiée, le Castellet.
Au sommet du baou, une table d’orientation, construite au début des années 1950, renseigne les promeneurs, qui peuvent apercevoir en contrebas le village et au large un panorama qui s’étend des sommets alpins du Mercantour aux collines niçoises, jusqu’à Antibes, aux îles de Lérins et au massif de l’Estérel.

### Sismicité
Commune située dans une zone de sismicité moyenne.

### Climat
Pour des articles plus généraux, voir Climat de Provence-Alpes-Côte d'Azur et Climat des Alpes-Maritimes.
En 2010, le climat de la commune est de type climat méditerranéen franc, selon une étude du Centre national de la recherche scientifique s'appuyant sur une série de données couvrant la période 1971-2000. En 2020, Météo-France publie une typologie des climats de la France métropolitaine dans laquelle la commune est exposée à un climat méditerranéen et est dans la région climatique  Var, Alpes-Maritimes, caractérisée par une pluviométrie abondante en automne et en hiver (250 à 300 mm en automne), un très bon ensoleillement en été (fraction d’insolation > 75 %), un hiver doux (8 °C) et peu de brouillards. 
Pour la période 1971-2000, la température annuelle moyenne est de 14,8 °C, avec une amplitude thermique annuelle de 14,8 °C. Le cumul annuel moyen de précipitations est de 988 mm, avec 6,1 jours de précipitations en janvier et 2,6 jours en juillet. Pour la période 1991-2020, la température moyenne annuelle observée sur la station météorologique de Météo-France la plus proche, « Nice », sur la commune de Nice à 12 km à vol d'oiseau, est de 16,3 °C et le cumul annuel moyen de précipitations est de 791,3 mm. 
La température maximale relevée sur cette station est de 37,7 °C, atteinte le 1er août 2006 ; la température minimale est de −7,2 °C, atteinte le 9 janvier 1985,,. 
Les paramètres climatiques de la commune ont été estimés pour le milieu du siècle (2041-2070) selon différents scénarios d'émission de gaz à effet de serre à partir des nouvelles projections climatiques de référence DRIAS-2020. Ils sont consultables sur un site dédié publié par Météo-France en novembre 2022.

### Hydrographie et les eaux souterraines
Cours d'eau sur la commune ou à son aval :
- Le territoire, au pied du massif rocheux, limité par le fleuve Var à l’est, la rivière La Cagne à l’ouest, est limitrophe des communes de La Gaude au sud, Vence au sud-ouest, Gattières au nord-est, Bézaudun-les-Alpes au nord, Nice à l’est sur la rive opposée du Var,
- fleuve le var,
- vallon de barrancher, du ruth, du castelet.

Saint-Jeannet dispose de la station d'épuration intercommunale de Saint-Laurent-du-Var d'une capacité de 80 000 équivalent-habitants.

## Urbanisme

### Typologie
Au 1er janvier 2024, Saint-Jeannet est catégorisée ceinture urbaine, selon la nouvelle grille communale de densité à 7 niveaux définie par l'Insee en 2022.
Elle appartient à l'unité urbaine de Nice, une agglomération intra-départementale dont elle est une commune de la banlieue,. Par ailleurs la commune fait partie de l'aire d'attraction de Nice, dont elle est une commune de la couronne,. Cette aire, qui regroupe 100 communes, est catégorisée dans les aires de 200 000 à moins de 700 000 habitants,.

### Occupation des sols
L'occupation des sols de la commune, telle qu'elle ressort de la base de données européenne d’occupation biophysique des sols Corine Land Cover (CLC), est marquée par l'importance des forêts et milieux semi-naturels (68,3 % en 2018), une proportion sensiblement équivalente à celle de 1990 (68,7 %). La répartition détaillée en 2018 est la suivante : 
milieux à végétation arbustive et/ou herbacée (38,6 %), forêts (26 %), zones urbanisées (23,1 %), zones agricoles hétérogènes (4 %), espaces ouverts, sans ou avec peu de végétation (3,8 %), espaces verts artificialisés, non agricoles (2,5 %), zones industrielles ou commerciales et réseaux de communication (1,5 %), eaux continentales (0,6 %).
L'évolution de l’occupation des sols de la commune et de ses infrastructures peut être observée sur les différentes représentations cartographiques du territoire : la carte de Cassini (XVIIIe siècle), la carte d'état-major (1820-1866) et les cartes ou photos aériennes de l'IGN pour la période actuelle (1950 à aujourd'hui).

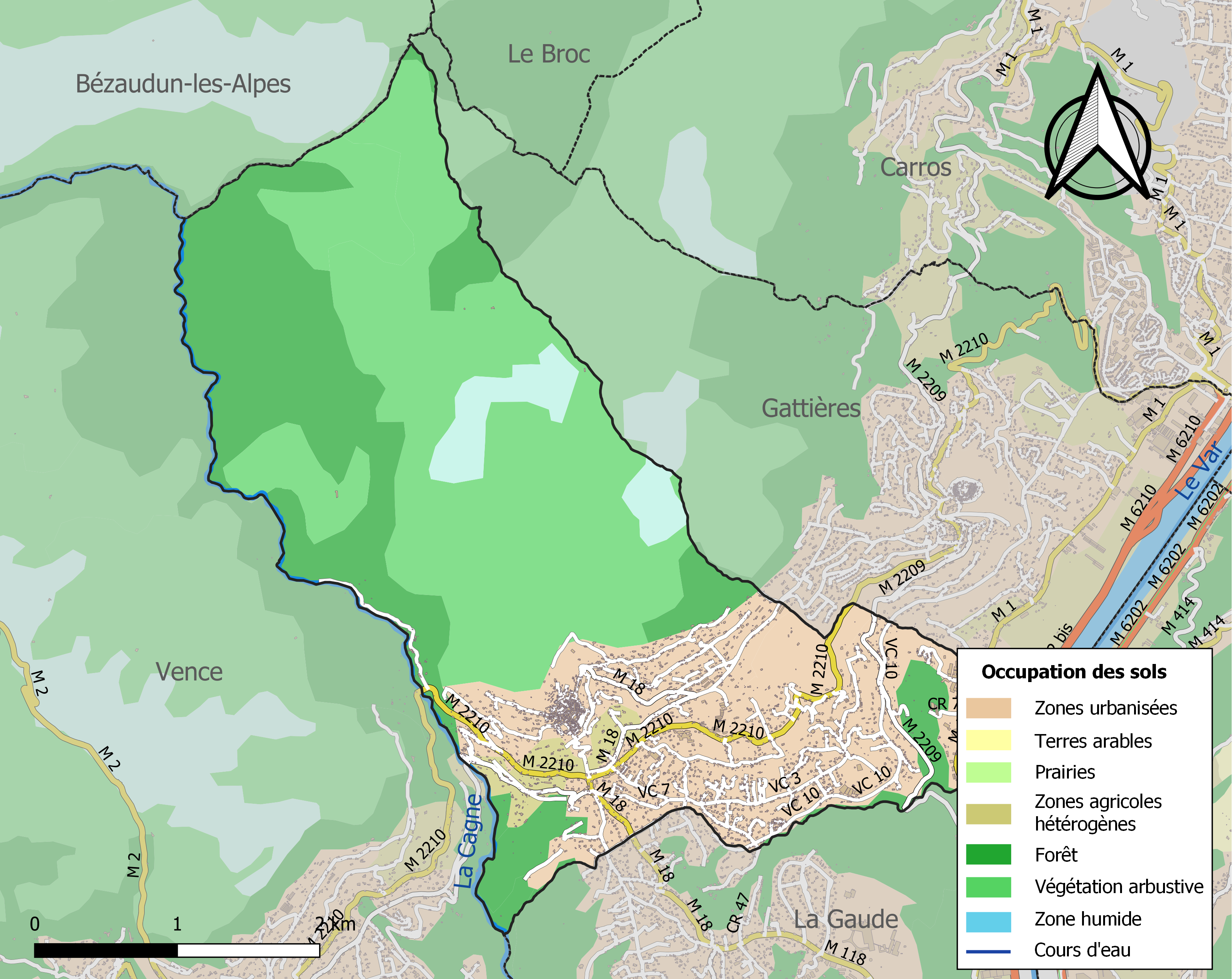
Carte de l'occupation des sols de la commune en 2018 (CLC).

## Histoire
L'histoire de Saint-Jeannet est celle d'un village frontière entre la Provence et le comté de Nice.

### Époque ligure:VIeet leXIesiècleav. J.-C.
Les Ligures sont les premiers habitants connus, que les Phocéens (Grecs) et les Romains trouvèrent établis sur les côtes de la mer Méditerranée.
Les hautes terres surplombant les baous constituent un vaste plateau calcaire de 800 mètres d’altitude qui conserve les vestiges intéressants d’une occupation humaine remontant au début de l’histoire.
Depuis ces refuges, ils pouvaient observer les ennemis potentiels.

### Époque romaine: 200av. J.-C.
Les Ligures furent soumis par les Romains, entre l'an 200 et l'an 163 av. J.-C.
Avec la paix romaine, un grand nombre d’enceintes sont abandonnées pour des habitats plus confortables, moins escarpés et plus proches des cultures, les Ligures devenant progressivement moins pasteurs et davantage agriculteurs.
Il est à peu près sûr, que le quartier des Gaudes a servi de camp romain au Ier siècle de notre ère pour protéger la via Aurelia.

### Moyen Âge: 416 à 1492
Au IXe siècle, les Sarrazins envahissent la Provence par la mer et se hissent jusqu’aux Alpes. Dans les environs, ils se retranchent dans les bourgs du Broc, Carros, Gattières et  des Gaudes. Durant ces périodes de terreur, expulsés de leurs foyers, les habitants cherchent d’autres terres.
Guillaume de Provence les chasse en 975 et prend la tête des seigneurs de pays. De Arles à Nice, la région côtière est soumise à l'autorité du Comte Guillaume qui distribue aux grands hommes de son entourage les terres abandonnées. Un rapide essor démographique et économique va rendre à la Provence sa prospérité d'antan. S’annonce alors l’ère de la féodalité.

### La féodalité:XIe–XVesiècles
De nouveaux sites sont construits, c’est le fief de la Famille de Villeneuve.
Dès le XIe siècle : Alagauda, le Castrum de la Gaude où seront construits la Chapelle San Peïre (XIe siècle) et le château (XIIe siècle).
Au XIIIe siècle : Castrum de Sancti Johannis, l’actuel Saint-Jeannet.

## Héraldique
| Blason de Saint-Jeannet | Blason  | D’azur à saint Jean-Baptiste de carnation, barbé et chevelé d'argent, vêtu d’une peau de chameau d’or, nimbé du même, assis sur un tertre terrassé de sinople, tenant de sa main senestre une longue croix d’argent avec sa banderole du même, caressant de sa dextre un agneau contourné d’argent. |
| Blason de Saint-Jeannet | Détails | Le statut officiel du blason reste à déterminer. |

## Économie

### Entreprises et commerces

#### Agriculture-cultures
- Le blé  et le pastoralisme : héritage ligure datant de 1500 av. J.-C., ce peuple d’agriculteurs- éleveurs-pasteurs qui cultivait déjà dans les Baous.

Dans les Baous, Le Castellet, ferme et bergerie du XIIIe siècle, atteste encore d’un grand domaine exploité. On y trouve encore traces d’aires de battages et de jas (fermes) du XVIIIe siècle ou des cabanes.
Le moulin à farine Giraudy a été construit en 1898 et se situait au bord de la Cagne. Il est resté en activité jusqu’en 1988
- L’olivier : héritage Gréco-Romain. Le bas de la commune était planté d’oliviers.

Aux XVe – XVIe siècles, on retrouve la trace du moulin à eau, propriété des Seigneurs de Villeneuve, destiné à produire l’huile d’olive.
En 1920, la famille Giraudy devenue propriétaire, en reprend l’exploitation. Elle achète les olives aux oléiculteurs des environs pour en faire commerce. Mais les propriétaires viennent aussi faire leur huile pour une consommation familiale.
- Le raisin : "Saint-Jeannet tardif" est un gros raisin blanc de table, très tardif que l'on appelait aussi raisin Michel, du nom de celui qui le découvrit, par hasard, dans son jardin, M. Barthélemy MICHEL (1863)

L’exposition sud lui était idéalement favorable pour mûrir tard et la sécheresse exceptionnelle de l'atmosphère permettait de conserver les grappes très longtemps sur souche, sans altération. Cette tardiveté lui vaudra alors son succès.
Dès 1866, on le porta sur le marché de Nice, qui poursuivait son essor de ville touristique pour gens fortunés, été comme hiver.
Les tables parisiennes et enfin étrangères se disputèrent ce raisin qu’elles pouvaient proposer sur leur table tout l’hiver.
Invité à la « Fête des raisins » en 1953, Jacques Prévert a offert à Saint-Jeannet un long poème édité en 1954 sous le titre Vignette pour les vignerons par les éditions Falaize, avec 3 dessins de Françoise Gilot et 28 photographies de Marianne Greenwood.
- Le vin : la vigne va petit à petit supplanter les oliviers.

Au début du XXe siècle, les anciens conservaient d’abord le vin dans les greniers, puis l’exposaient déjà embouteillé sur les tuiles. D’où son nom de « vin tuilé » (rouge et rosé).
Déjà les Romains avaient établi au Collet des Mourre un magnifique domaine, sur lequel on cultive encore aujourd’hui la vigne et l’olivier. Les vestiges archéologiques attestent de leur présence : deux pressoirs romains.
En 1950, le vignoble recouvrait encore un tiers de la superficie agricole de Saint-Jeannet, et chaque année, à l'automne, la fête des vendanges regroupait tous les habitants.
- Les fleurs à parfums

La fleur d’oranger : arrivés en France au XIVe siècle, au début du XXe siècle ces orangers s’étendaient jusqu’au pied des Baous pour la culture de leurs fleurs.
La lavande : les grecs et les romains connaissaient déjà les vertus médicinales de la lavande spica (notamment comme antiseptique). Les Provençaux en avaient une utilisation domestique en confectionnant des bouquets séchés qu’ils plaçaient dans les armoires à linge. Les parfumeurs de Grasse s’y intéresseront tardivement et uniquement pour son parfum peu onéreux grâce à une pousse locale. Les saint-Jeannois cueillaient alors la lavande sauvage dans les baous.
La rose de mai (Centifolia) : elle est cultivée à Grasse dès le XVIe siècle. À Saint-Jeannet, elle semble être plantée seulement au début du XXe siècle.
La violette : elle a d’abord été utilisée comme plante médicinale, puis pour la confiserie (pétales cristallisés dans le sucre), puis pour les bouquets, qu’on envoyait jusqu’à Paris. Comme pour la lavande, la parfumerie ne s’y intéresse qu’à la fin du XIXe siècle.
Les fleurs pour bouquets : comme le raisin de table et les fleurs ne rapportaient plus assez, les paysans se sont mis à planter des fleurs pour bouquets. L’arrivée de l’eau courante a contribué à ces plantations. Les œillets, les anémones, les roses Tango, les violettes Parme et autres narcisses, dans les années 1950-1960 sont cultivées en plein air, puis, petit à petit sous serres jusque dans les années 1990.
- De nos jours :

Les Baous :  site de loisirs très prisé, ils représentent la principale attractivité du village aujourd’hui. Escalade, randonnées pédestres, et aujourd’hui slacklines, attirent les visiteurs locaux comme internationaux.
Le vin :  aujourd’hui, seule une famille exploite encore les vignobles du domaine familial au Collet de Mourre, quartier des Sausses. Le vin est toujours produit avec des méthodes traditionnelles.
Les fromages: les éleveurs des Baous proposent des fromages de leurs chèvres et brebis nourries et élevées au grand air dans les Baous.
Huile d’olive de la Clémandine, un des rares domaines cultivés selon les principes de l’Agriculture Biologique, a le label AOP.
Le maraîcher dont les légumes sont labellisés « bio ».

#### Tourisme
- Restaurants
- Pizzerias
- Bars

#### Commerces et services
- Commerces et services de proximité[20]
- Artisanat d’art

## Politique et administration

### Liste des maires
| Période                                  | Période                       | Identité                                             | Étiquette       | Qualité |
| ---------------------------------------- | ----------------------------- | ---------------------------------------------------- | --------------- | --- |
| Les données manquantes sont à compléter. |                               |                                                      |                 | |
| ca. 1900                                 | 1902 (décès)                  | Louis Clary                                          |                 | |
| 1902                                     | 1904                          | Jean Baptiste Allouch                                |                 | |
| 1904                                     | 1906                          | Auguste Gastaud                                      |                 | |
| 1906                                     | 1912                          | Jean Baptiste Allouch                                |                 | |
| 1912                                     | 1912                          | Joseph Olivier                                       |                 | Médecin |
| 1912                                     | 1921                          | François Bérenger                                    |                 | |
| Les données manquantes sont à compléter. |                               |                                                      |                 | |
| 1924                                     | 1932                          | Léon Bérenger (1898-1963, fils de François Bérenger) |                 | |
| Les données manquantes sont à compléter. |                               |                                                      |                 | |
| ca. 1936                                 |                               | Louis Gougne                                         |                 | |
| Les données manquantes sont à compléter. |                               |                                                      |                 | |
| octobre 1947                             | après 1951                    | René Veyssi                                          |                 | Ingénieur agronome et viticulteur exploitant, maire honoraire                                                                                              |
| Les données manquantes sont à compléter. |                               |                                                      |                 | |
| avant 1980                               | mars 1989                     | Jean Bensa                                           |                 | |
| mars 1989                                | mars 2008                     | Gérard Nirascou                                      | RPR puis UMP    | Ancien journaliste Conseiller régional de Provence-Alpes-Côte-d'Azur (1998 → 2004)                                                                         |
| mars 2008                                | juillet 2020                  | Jean-Michel Semperé                                  | DVD puis UMP-LR | Cadre du secteur privé Vice-président de la Métropole Nice Côte d'Azur                                                                                     |
| juillet 2020                             | En cours (au 18 octobre 2024) | Julie Charles                                        | SE              | Ancienne commerciale Mandat écourté après la démission de plus d'un tiers des conseillers municipaux Réélue à la suite d'une élection municipale partielle |

### Budget et fiscalité 2018

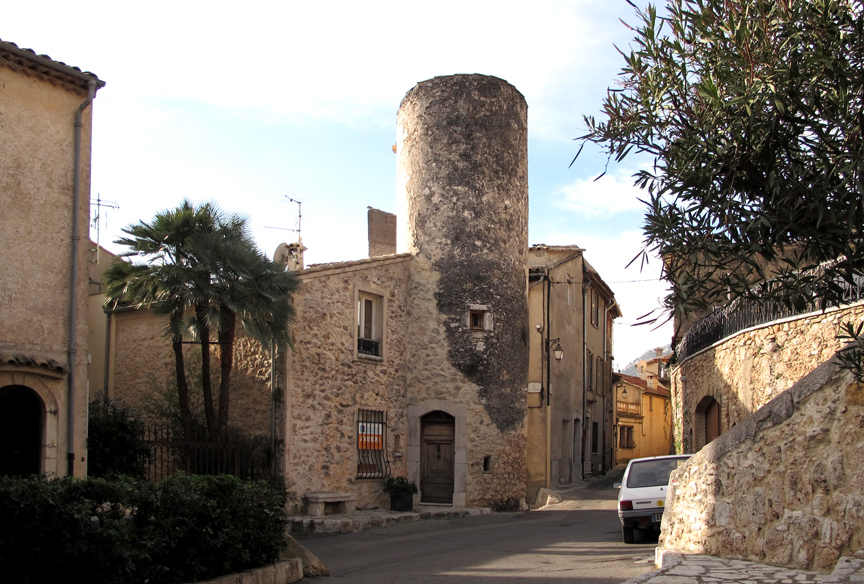
Une rue de Saint-Jeannet

En 2018, le budget de la commune était constitué ainsi :
- total des produits de fonctionnement : 4 597 000 €, soit 1 101 € par habitant ;
- total des charges de fonctionnement : 4 067 000 €, soit 974 € par habitant ;
- total des ressources d'investissement : 1 364 000 €, soit 327 € par habitant ;
- total des emplois d'investissement : 1 070 000 €, soit 256 € par habitant ;
- endettement : 3 256 000 €, soit 780 € par habitant.

Avec les taux de fiscalité suivants :
- taxe d'habitation : 15,86 % ;
- taxe foncière sur les propriétés bâties : 15,88 % ;
- taxe foncière sur les propriétés non bâties : 39,82 % ;
- taxe additionnelle à la taxe foncière sur les propriétés non bâties : 0,00 % ;
- cotisation foncière des entreprises : 0,00 %.

Chiffres clés Revenus et pauvreté des ménages en 2017 : médiane en 2017 du revenu disponible, par unité de consommation : 25 580 €.

## Population et société

### Démographie

#### Évolution démographique
L'évolution du nombre d'habitants est connue à travers les recensements de la population effectués dans la commune depuis 1793. Pour les communes de moins de 10 000 habitants, une enquête de recensement portant sur toute la population est réalisée tous les cinq ans, les populations de référence des années intermédiaires étant quant à elles estimées par interpolation ou extrapolation. Pour la commune, le premier recensement exhaustif entrant dans le cadre du nouveau dispositif a été réalisé en 2008.

En 2022, la commune comptait 4 378 habitants, en évolution de +6,81 % par rapport à 2016 (Alpes-Maritimes : +2,85 %, France hors Mayotte : +2,11 %).
| 1793  | 1800  | 1806  | 1821  | 1831  | 1836  | 1841  | 1846  | 1851  |
| ----- | ----- | ----- | ----- | ----- | ----- | ----- | ----- | ----- |
| 1 024 | 1 051 | 1 101 | 1 204 | 1 228 | 1 256 | 1 323 | 1 307 | 1 307 |

| 1856  | 1861  | 1866  | 1872 | 1876  | 1881  | 1886  | 1891  | 1896  |
| ----- | ----- | ----- | ---- | ----- | ----- | ----- | ----- | ----- |
| 1 194 | 1 156 | 1 064 | 986  | 1 027 | 1 062 | 1 113 | 1 377 | 1 061 |

| 1901 | 1906 | 1911 | 1921 | 1926 | 1931 | 1936 | 1946 | 1954 |
| ---- | ---- | ---- | ---- | ---- | ---- | ---- | ---- | ---- |
| 965  | 939  | 981  | 834  | 857  | 770  | 792  | 759  | 853  |

| 1962  | 1968  | 1975  | 1982  | 1990  | 1999  | 2006  | 2008  | 2013  |
| ----- | ----- | ----- | ----- | ----- | ----- | ----- | ----- | ----- |
| 1 079 | 1 421 | 1 843 | 2 436 | 3 188 | 3 594 | 3 634 | 3 656 | 3 992 |

| 2018  | 2022  | - | - | - | - | - | - | - |
| ----- | ----- | - | - | - | - | - | - | - |
| 4 157 | 4 378 | - | - | - | - | - | - | - |

### Enseignement
Établissements d'enseignements :
- Écoles maternelles et primaires
- Collège
- Lycées à Vence, Nice

### Santé
Professionnels et établissements de santé :
- Médecins
- Pharmacies
- Hôpitaux à Saint-Jeannet, Vence, Cagnes-sur-Mer

### Cultes
- Culte catholique, Paroisse Saint-Vincent et Saint-Lambert[31], Diocèse de Nice

## Distinctions culturelles
Saint-Jeannet fait partie des communes ayant reçu l’étoile verte espérantiste, distinction remise aux maires de communes recensant des locuteurs de la langue construite espéranto.

## Lieux et monuments

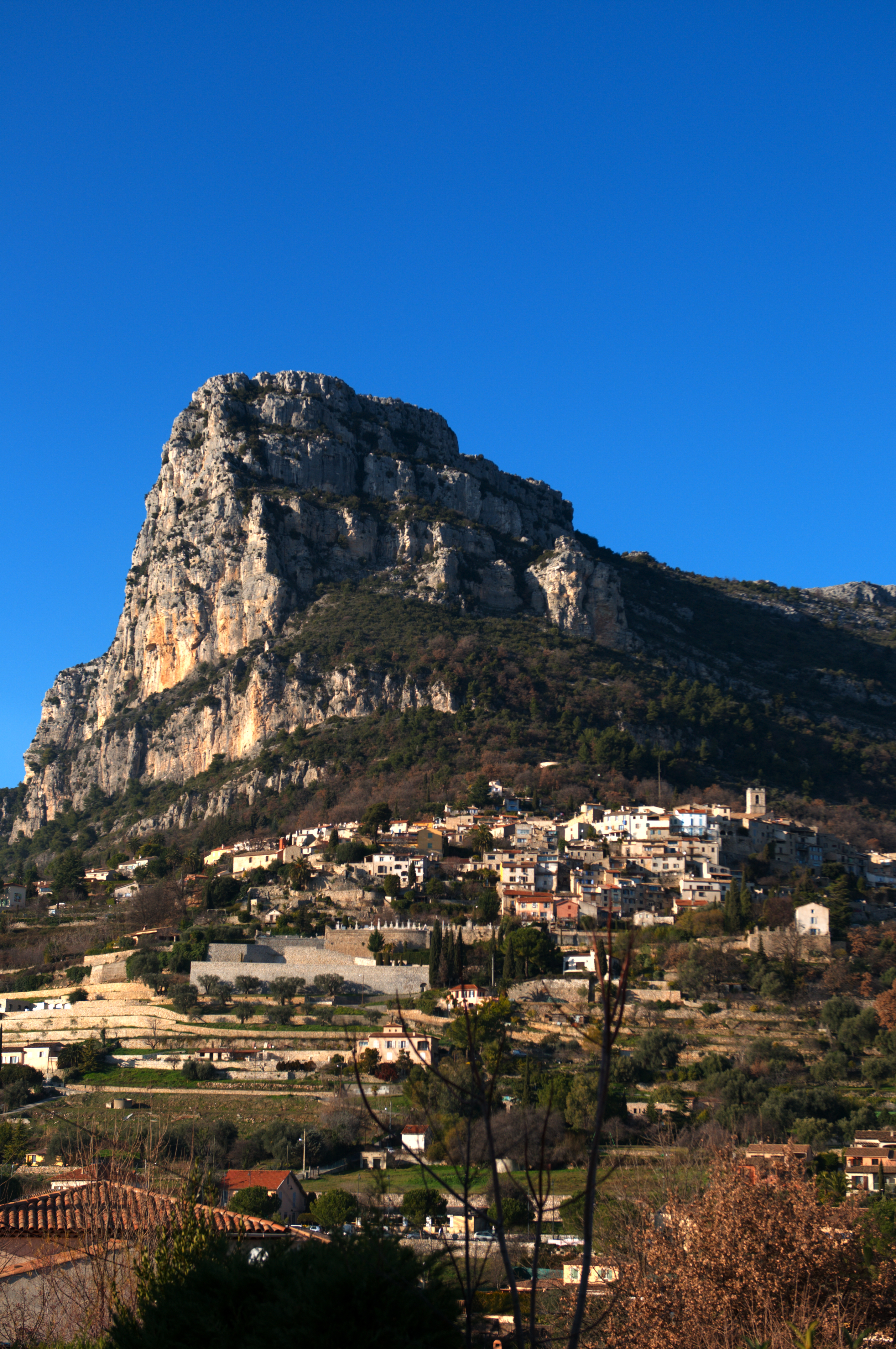
Saint-Jeannet et son baou.
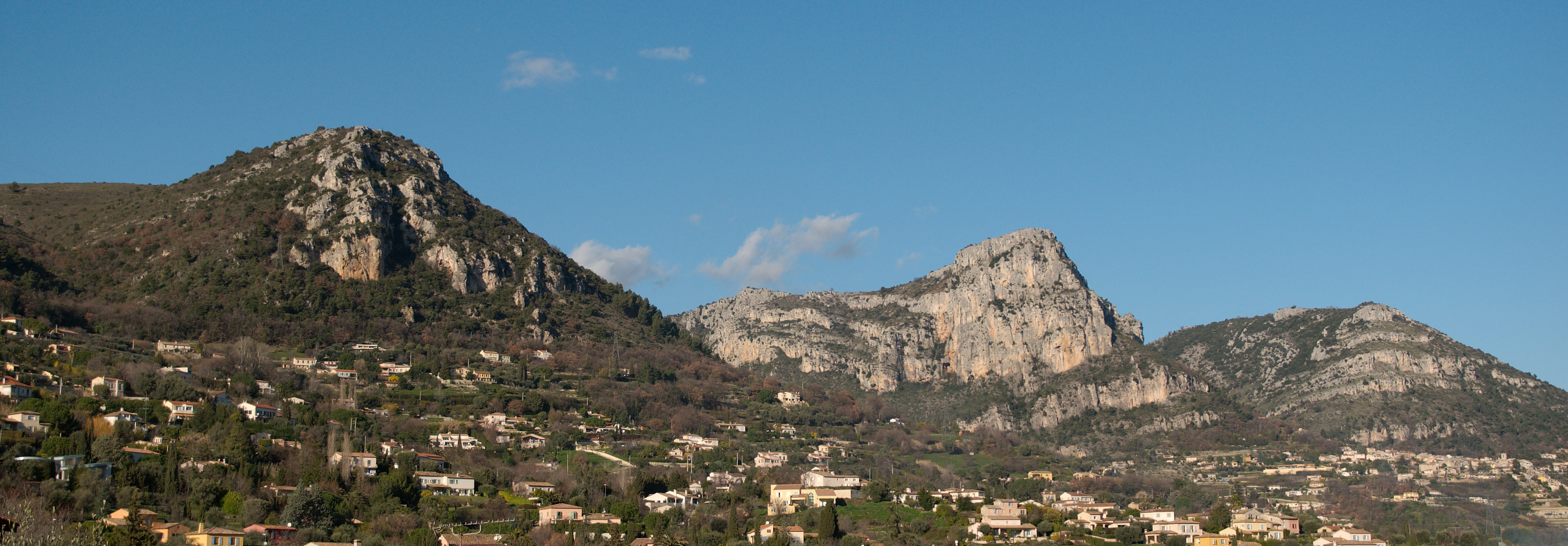
Les baous des Noirs, de Saint-Jeannet et de La Gaude.
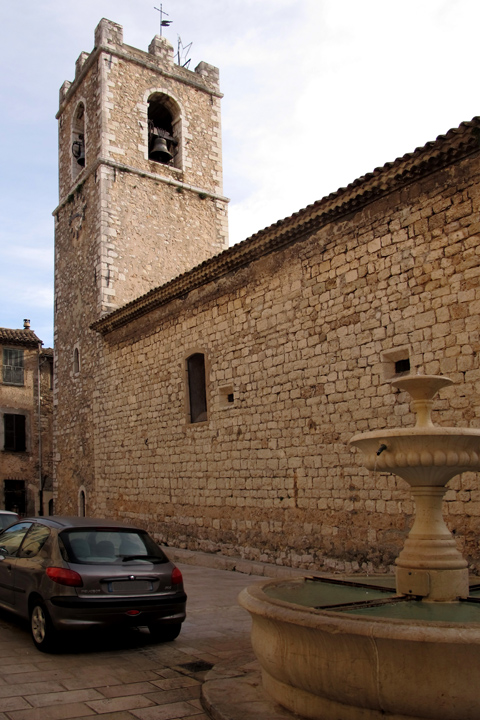
Église paroissiale Saint-Jean-Baptiste.
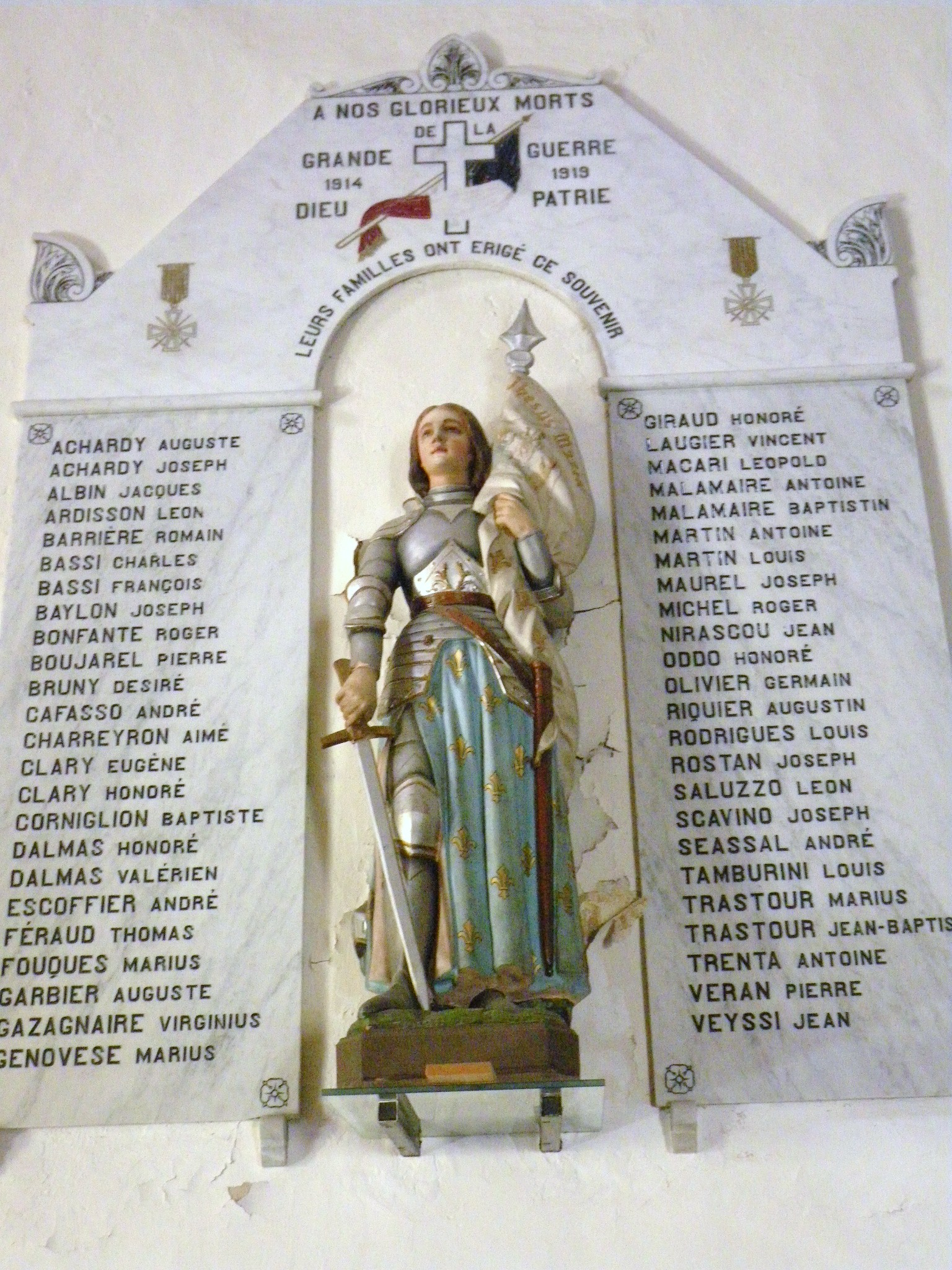
Monument du souvenir, à l'intérieur de l'église.

- Baou de Saint-Jeannet[32] : falaise dominant tout le littoral azuréen par temps dégagé.
- Baou de La Gaude[33] : à l’Est du Baou de Saint-Jeannet, se dresse un autre promontoire rocheux, moins escarpé, mais culminant à 791 mètres.
- Château de La Gaude ou « des Templiers » : les ruines de ce château ont été remontées dans les années 1940 par l'actrice de cinéma française Viviane Romance. Il appartient aujourd’hui à un particulier[34].

### Patrimoine architectural
- Comme nombre des villages perchés de Provence et du comté de Nice, Saint-Jeannet a été construit à l’adret, c’est-à-dire, face au sud, et abrité des vents du nord par une falaise montagneuse. Ce faisant, il recueille largement le soleil mais n’échappe pas à l’action des vents pluvieux soufflant de l’est. Une telle position élevée répondait jadis à un souci de protection.
- Les plus anciennes demeures sont presque toutes des habitations en hauteur qui superposent jusqu’à trois ou quatre étages. Leur matériau principal vient de toutes les roches qui constituent le sol de Saint-Jeannet. Le mortier, formé jadis d’un mélange de sable et de chaux, n’était pas très solide. C’est pourquoi les murs des anciennes maisons étaient doublés.
- Maison forte du Castellet[35].
- La gare de Saint-Jeannet, établie sur la Ligne Central-Var à voie métrique Nice - Colomars - Grasse - Draguignan - Meyrargues, a disparu en 1944 après la destruction du viaduc du Loup, de celui de Tanneron et du Pont de la Manda sur le Var.

### Édifices religieux

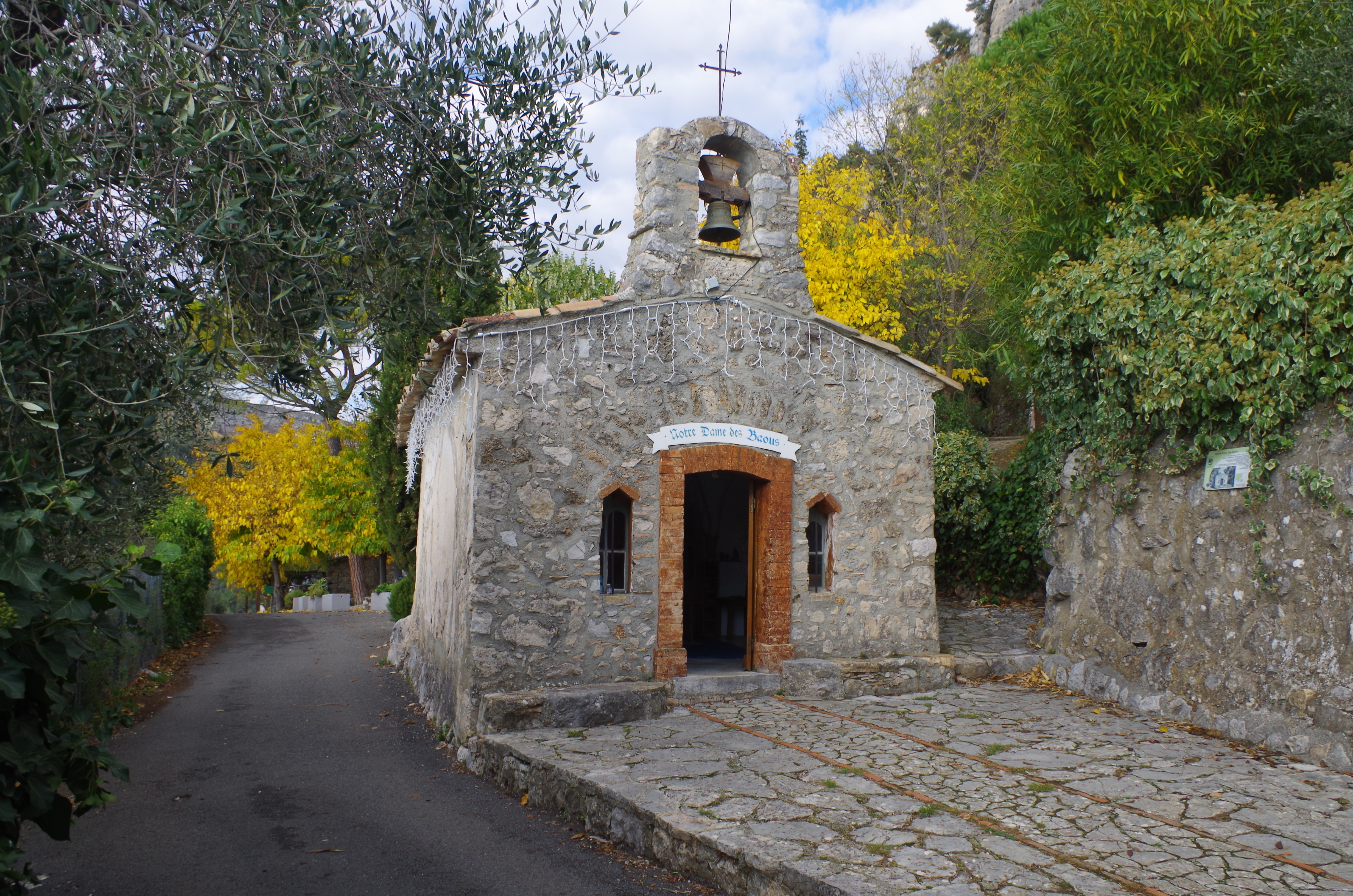
Chapelle Notre-Dame-des-Champs ou Notre-Dame-des-Baous

- Église paroissiale Saint-Jean-Baptiste[36] : construite en 1666, elle est attenante à la chapelle des Pénitents blancs (aujourd’hui chapelle Saint-Bernardin). Le clocher, avec sa tour carrée, fut ajouté en 1670. Les décors (tableaux, statues de saints, balustrades) furent ajoutés sous l’influence du baroque niçois et génois.
- Chapelle Saint-Jean-Baptiste des Pénitents noirs, XVIIIe siècle.
- Chapelle Saint-Bernardin des Pénitents blancs, XVIIe siècle.
- Chapelle Sant Pèire (Saint-Pierre) : construite au XIe siècle, près du château de la Gaude, elle fut la première paroisse de la vieille Gaude[37].
- Chapelle Sainte-Pétronille, XIe siècle[38].
- Chapelle Notre-Dame-des-Champs ou Notre-Dame-du-Baou, XVe siècle.
- Monuments commémoratifs :
  - Monument du souvenir, à l'intérieur de l'église,
  - Monument aux morts[39] : Obélisque[40].

### Environnement naturel
Saint-Jeannet est surtout connu pour ses nombreuses voies d'escalade (on en compte près de 470, réparties sur 17 secteurs), mais aussi pour ses trois chemins de randonnée (« Baou de Saint-Jeannet », « Baou de la Gaude et son grand chêne », « circuit du Castellet »). Il est possible, en outre, de pratiquer de la spéléologie ou de la Via Corda.

## Personnalités liées à la commune
- Jean Antoine Barrière (1752-1836), né à Saint-Jeannet, député au Conseil des Cinq-Cents
- Frédéric Euzière (1842-1920), né à Saint-Jeannet, député des Hautes-Alpes de 1889 à 1910
- Georges Ribemont-Dessaignes (1884-1974), écrivain français, a vécu et est mort à Saint-Jeannet.
- Michel Dureuil (1929-2011), artiste peintre, a vécu depuis les années 1990 et est mort à Saint-Jeannet en 2011.
- Viviane Romance, actrice, était propriétaire du château de la Gaude, où elle mourut en 1991.

## Divers

### Films tournés à Saint-Jeannet
- La Main au collet d'Alfred Hitchcock, avec Grace Kelly et Cary Grant, a été tourné en partie à Saint-Jeannet.
- La nouvelle Villa des bijoux, écrite par l'auteur australien Matthew Asprey, a pour cadre et sujet de son action la villa Les Bolovens, où fut tourné La Main au collet, ainsi que le village de Saint-Jeannet[41].
- Le film L'École buissonnière, avec Bernard Blier, a été tourné en partie à Saint-Jeannet.
- Une scène du film Les Égouts du paradis, avec Francis Huster, a été tournée dans le Baou de Saint-Jeannet.
- En 1942-1943 a été tourné le film Adémaï bandit d'honneur, de Gilles Grangier, avec Noël-Noël.

## Jumelages
- Salvan, commune du Valais ( Suisse)